# Haus Empel

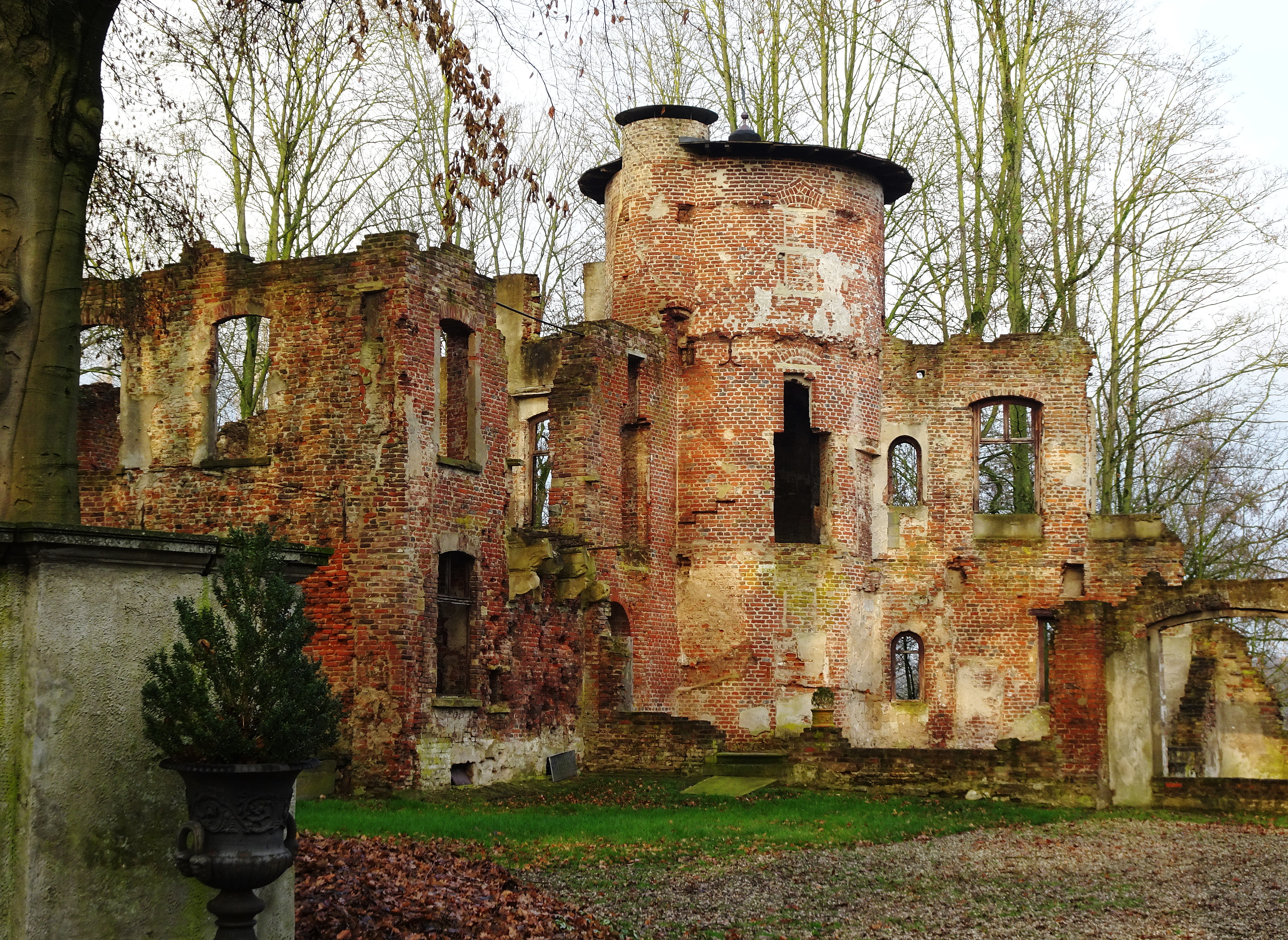
Ruine der Hauses Empel (2020)

Haus Empel ist die Ruine eines Wasserschlosses in Empel, einem Ortsteil von Rees im nordrhein-westfälischen Kreis Kleve. Sie liegt in einem Naturschutzgebiet direkt am Empeler Meer, einem Altrheinarm, und ist von Wassergräben umgeben. Die ungesicherte Ruine befindet sich in Privatbesitz und ist nicht öffentlich zugänglich, 2007 diente sie aber als Kulisse für den Fernsehfilm Das Gelübde von Dominik Graf.

## Geschichte

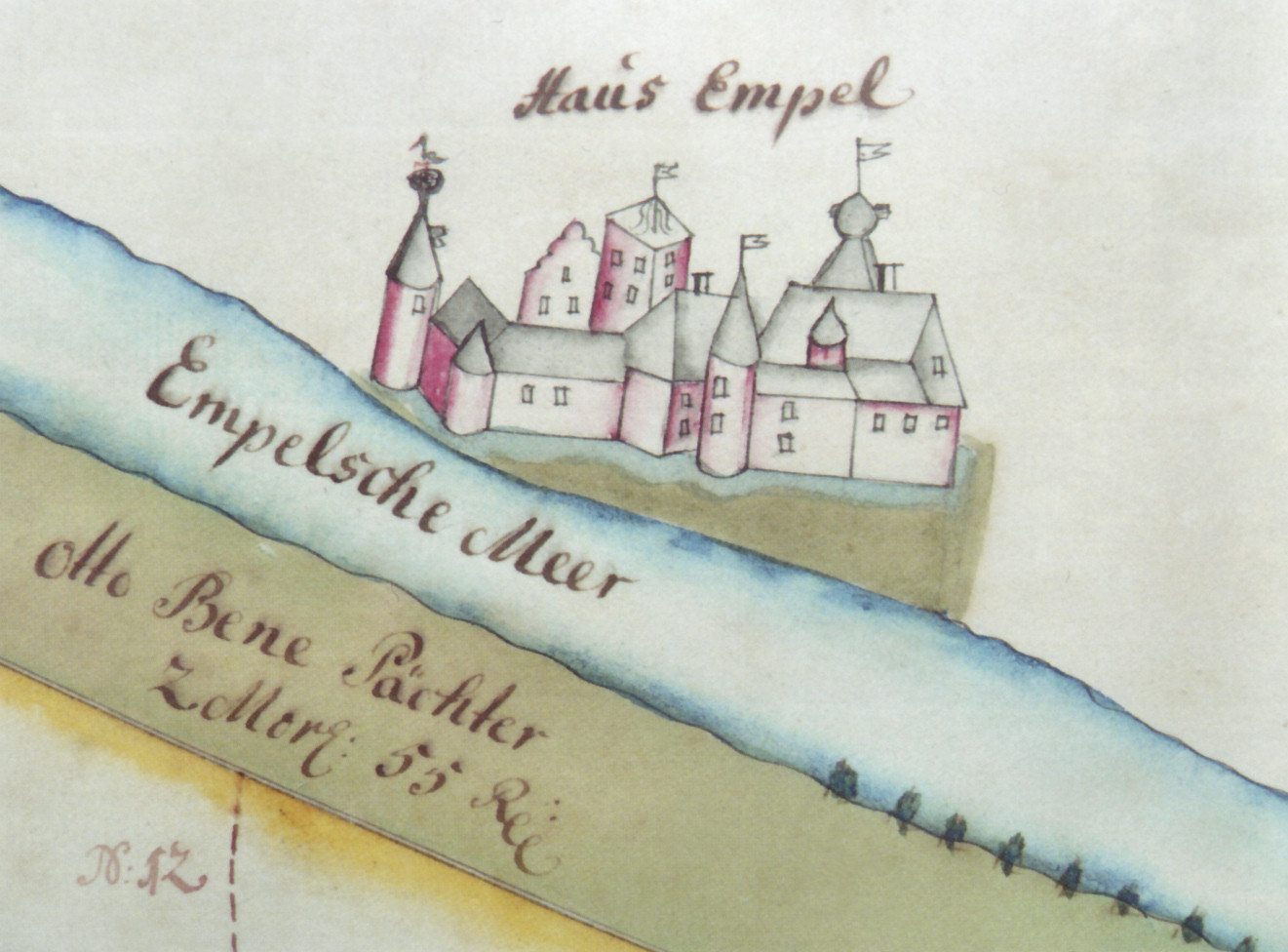
Abbildung des Hauses Empel auf einer Karte des Jahres 1751

Haus Empel wird urkundlich erstmals 1240 als Besitz des Ritters Bernard von Rees erwähnt. In einer Urkunde aus dem Jahr 1256 wird das Gut Emple genannt und im 13. sowie 14. Jahrhundert zu einer Burg ausgebaut. Derweil als Allod an die Herren von Hönnepel gekommen, wird für Empel 1339 zum ersten Mal eine Burgkapelle erwähnt, als Lutzo von Hönnepel und seine Frau Lisa der dortigen Kapelle eine Stiftung vermachten. In einer Erbauseinandersetzung vom 4. August 1345 erhielt Rütger von Hönnepel vor seinen sieben Geschwistern „die Burg ter Empel und alles Gut binnen ter Empelt“. Dieser Rütger lag lange Zeit im Streit mit Walram von Jülich, dem Erzbischof von Köln, der den Status Empels nachhaltig beeinflussen sollte. Auf Vermittlung des Klever Grafen Dietrich VII. kam es am 21. Mai des Jahres 1347 zu einem Vertrag zwischen den beiden Streitparteien, nach dem Empel fortan ein kurkölnische Lehen sein sollte. In einer Urkunde aus dem Jahr 1349 erklärt Rütger Empel zudem zu einem Offenhaus Kölns. Trotzdem gab es weiterhin Konflikte, denn in der Folgezeit wurde Haus Empel durch erzbischöfliche Truppen belagert. In einem Sühnevertrag vom 18. Oktober 1356 musste Rütger von Hönnepel dem Kölner Erzstift seinen Besitz erneut als Lehen und Offenhaus auftragen. Außerdem wurde ihm verboten, Haus Empel ohne die Einwilligung des Erzbischofs weiter zu befestigen. Rütgers Sohn Luysse folgte seinem Vater als Besitzer nach und nannte sich als erstes Mitglied seiner Familie auch „von Empel“. Im Jahr 1387 wurde die Burg durch Truppen der klevischen Stadt Wesel belagert, wobei die Belagerer schon eine Steinbüchse eingesetzt haben sollen.

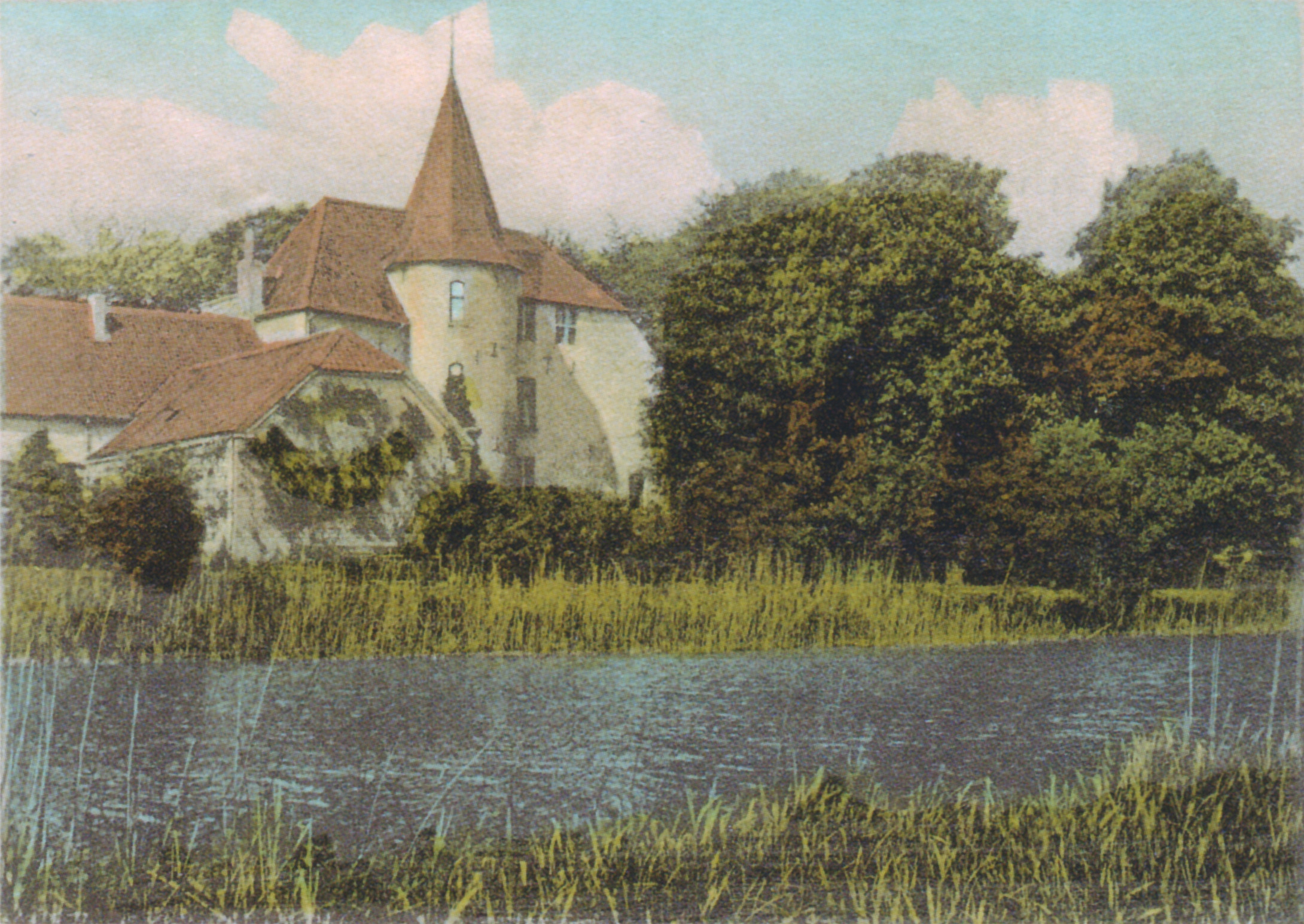
Haus Empel auf einer Postkarte von 1908

Durch die Verpfändung des Amtes Aspel/Rees an die Herzöge von Kleve war Haus Empel seit Beginn des 15. Jahrhunderts ein klevisches Lehen. Ab 1482 war das Anwesen für einige Jahre im Besitz der Familie von Wittenhorst, ehe es 1487 an Heinrich von Diepenbrock kam, der Sara, die Tochter eines Rütgers von Hönnepel und seiner Frau Elisabeth von Hetterscheid, geheiratet hatte. Doch schon 1489 wurde wieder Johann, ein Mitglied der Familie von Hönnepel, mit Haus Empel belehnt. Er übertrug es 1491 an den Ritter Johann von Wylich, den klevischen Amtmann in der Hetter, dem auch das Schloss Hueth bei Bienen gehörte. Johann von Wylich verkaufte die Empeler Burganlage 1498 wieder an Sara von Hönnepel und ihren Sohn Rütger von Diepenbrock. Die Familie von Diepenbrock ließ die mittelalterliche Kernburg der Anlage 1570 im Stil der Renaissance umgestalten. Im Achtzigjährigen Krieg wurde das Haus 1598 von spanischen Truppen erobert und geplündert. Dabei brannte die Vorburg nieder. Unter dem Freiherrn Johann Hermann von Diepenbrock wurde Empel im Jahr 1661 zusammen mit dem Örtchen Hurl und dem Kirchspiel Millingen zur Herrlichkeit mit eigener Gerichtsbarkeit Empel erhoben. Um das Jahr 1700 erfuhr die Anlage im Vorburgbereich eine barocke Umgestaltung. 1731 wurde der Reichsgraf Friedrich von Gronsfeld-Diepenbrock (1705–1754) mit Empel belehnt. Er war dazu gezwungen, das verschuldete Anwesen um die Mitte des 18. Jahrhunderts an seinen Schwager Christoph Ludwig von Seckendorff-Aberdar zu verkaufen. Es folgten rasch weitere Besitzerwechsel. Von 1765 bis 1804 war Empel im Besitz der Familie von Oppeln und kam 1830 an die Familie von Weiler. Unter ihr wurde Haus Empel nicht mehr in den Matrikeln der landtagsfähigen Rittergüter geführt. 1923 folgte durch Erbschaft Alfons Böck als Eigentümer.
1945 wurden die Gebäude bei den Kämpfen um Rees völlig zerstört und nicht wiederaufgebaut. Die Ruine wurde 1983 als Boden- und 2002 als Baudenkmal in die Denkmalliste der Stadt Rees eingetragen. Mit dem Ankauf der Ruine durch Peter Landers im Jahr 2000 begannen erste Sicherungsarbeiten. Auf Initiative des Heimatvereins Millingen-Empel wurden 2010 weitere Sicherungsmaßnahmen zur Erhaltung der noch vorhandenen Bausubstanz in die Wege geleitet. Die Kosten dafür sind mit 120.000 Euro veranschlagt und sollen vom Land, der Stadt Rees sowie dem Eigentümer und dem Heimatverein getragen werden.

## Beschreibung
Die Reste von Haus Empel stehen auf einer Insel mit der Form eines leicht verzogenen Rechtecks. Südöstlich davon liegt ein von Wassergräben umgebenes, quadratisches Areal, das von einem Weg in der Mitte in zwei gleich große Hälften geteilt wird. Dabei handelt es sich aller Wahrscheinlichkeit nach um die Reste eines barocken Gartens. Zugang zur Schlossinsel gewährt ein Gittertor an der südwestlichen Seite, die über ihre halbe Länge von einer brüstungsartigen, geschwungenen Mauer abgegrenzt ist. Das Tor ist von zwei bossierten Torpfeilern mit den lateinischen Zahlen MDCC (1700) flankiert, auf denen früher Minerven saßen. Auf der Mauer standen einst Büsten römischer Imperatoren. Portal und Begrenzungsmauer stammen von einem barockisierenden Umbau um 1700.
Der nördliche Teil der Schlossinsel wurde früher von der Kernburg eingenommen, die durch einen Graben von dem südlich gelegenen Vorburgareal getrennt war. Dieser Graben wurde jedoch spätestens im 18. Jahrhundert verfüllt. Von der ehemals dreiflügeligen Hauptburg mit Schieferdächern sind noch Reste des Ostflügels und eines zum Wassergaben vorspringenden Rundturms erhalten, die beide um 1500 errichtet wurden. Der Ostflügel besaß einen 1570 angebauten, ornamentierten Prunkerker, dessen drei Fensterachsen von kannelierten Pilastern eingefasst waren. Er besaß einen muschelförmigen Aufsatz, der von zwei Faunen getragen wurde, und die Inschrift: ANNO DOMINI 1570. LIBET DOT DEINEN HERN UBER ALLES. UND DEINEN NEHESTEN ALSDICH SELBST. Die geschwungenen Konsolsteine des Erkers sind heute noch erhalten. Ebenfalls erhalten ist ein Teil des aus dem 18. Jahrhundert stammenden nördlichen Vorburgflügels, der an den Rundturm der Kernburg stößt, sowie ein schlanker, um 1500 erbauter Rundturm mit abknickenden, polygonalem Helm an der Südecke des Vorburgareals. In seinem Untergeschoss haben sich Maulscharten für Hakenbüchsen erhalten.
Der „Heidenturm“ genannte, viereckige Hauptturm der Anlage wurde bereits vor 1826 abgebrochen. Der etwa 30 Meter hoher Backsteinbau besaß vier Stockwerke, die sich über einem quadratischen Grundriss erhoben und in den untersten drei Geschossen Gewölbedecken besaßen. Seine oberste Etage wurde „Heidentempel“ genannt. Der Legende nach war der Turm in römischer Zeit errichtet worden, bei seinem Abbruch kam jedoch eine Pfahlrostgründung zum Vorschein, die ihn als ein Bauwerk des 14. Jahrhunderts identifizierte.

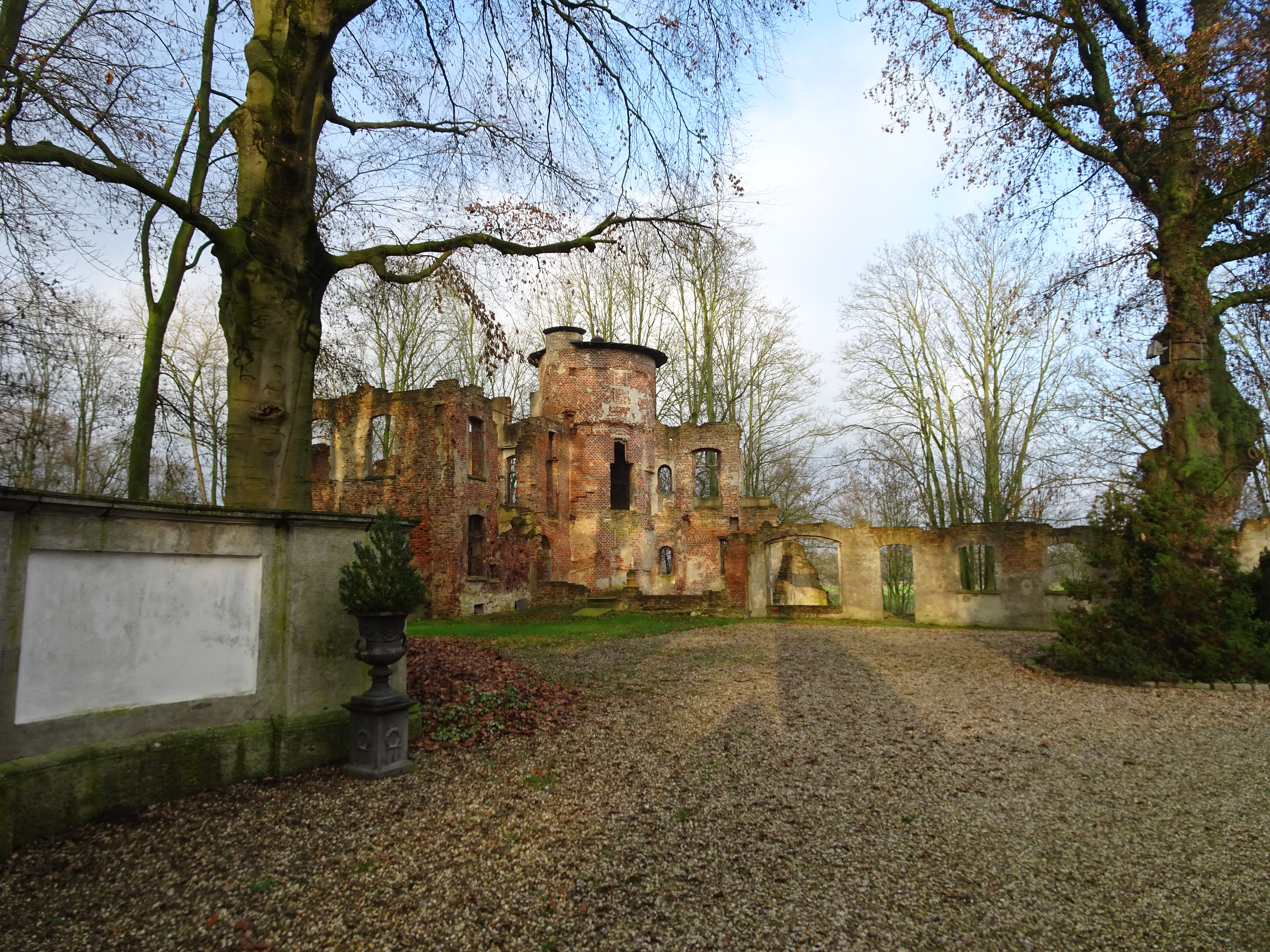
Gesamtansicht 2020
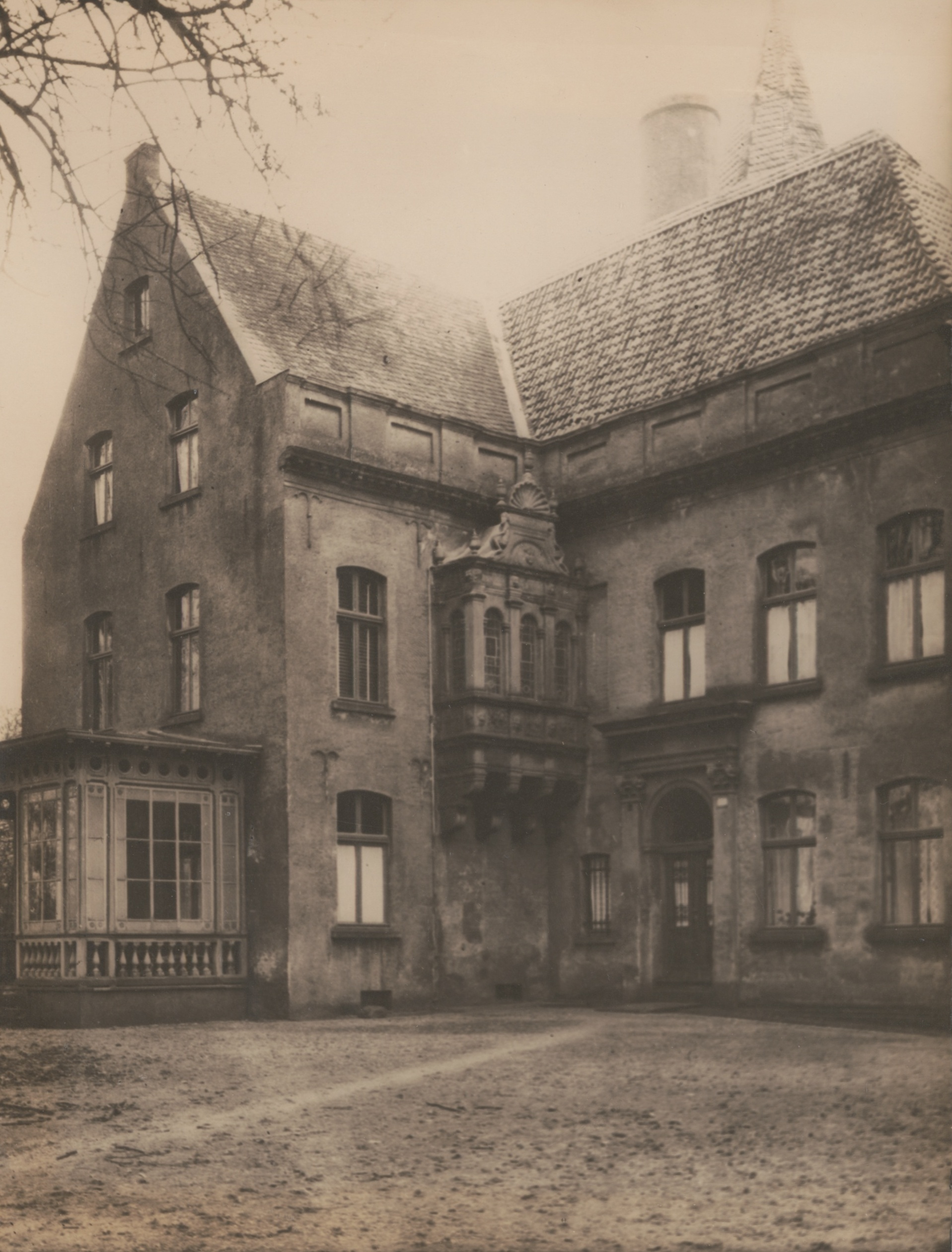
Haus Empel mit seinem Prunkerker 1915
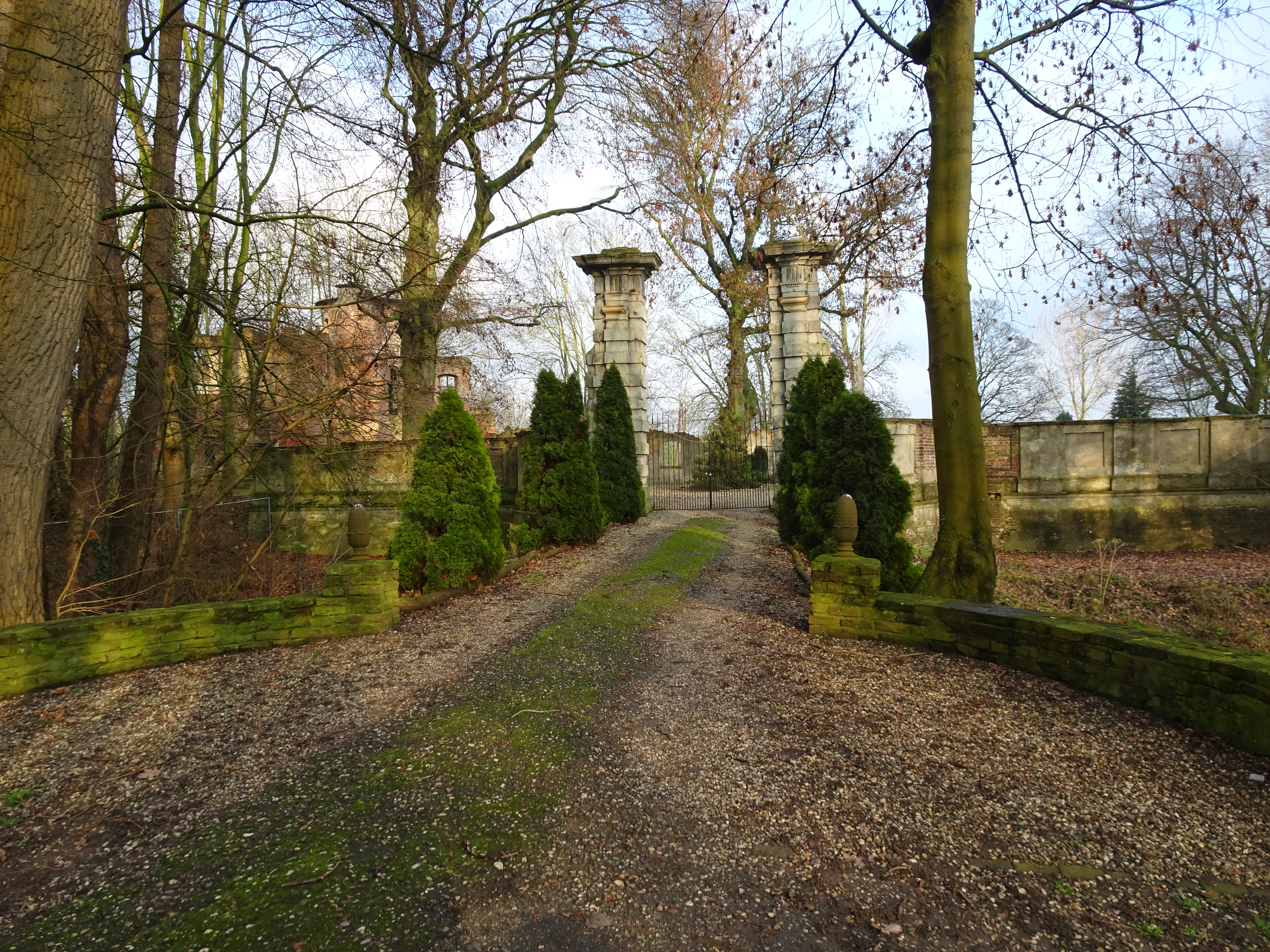
Auffahrt und Toranlage
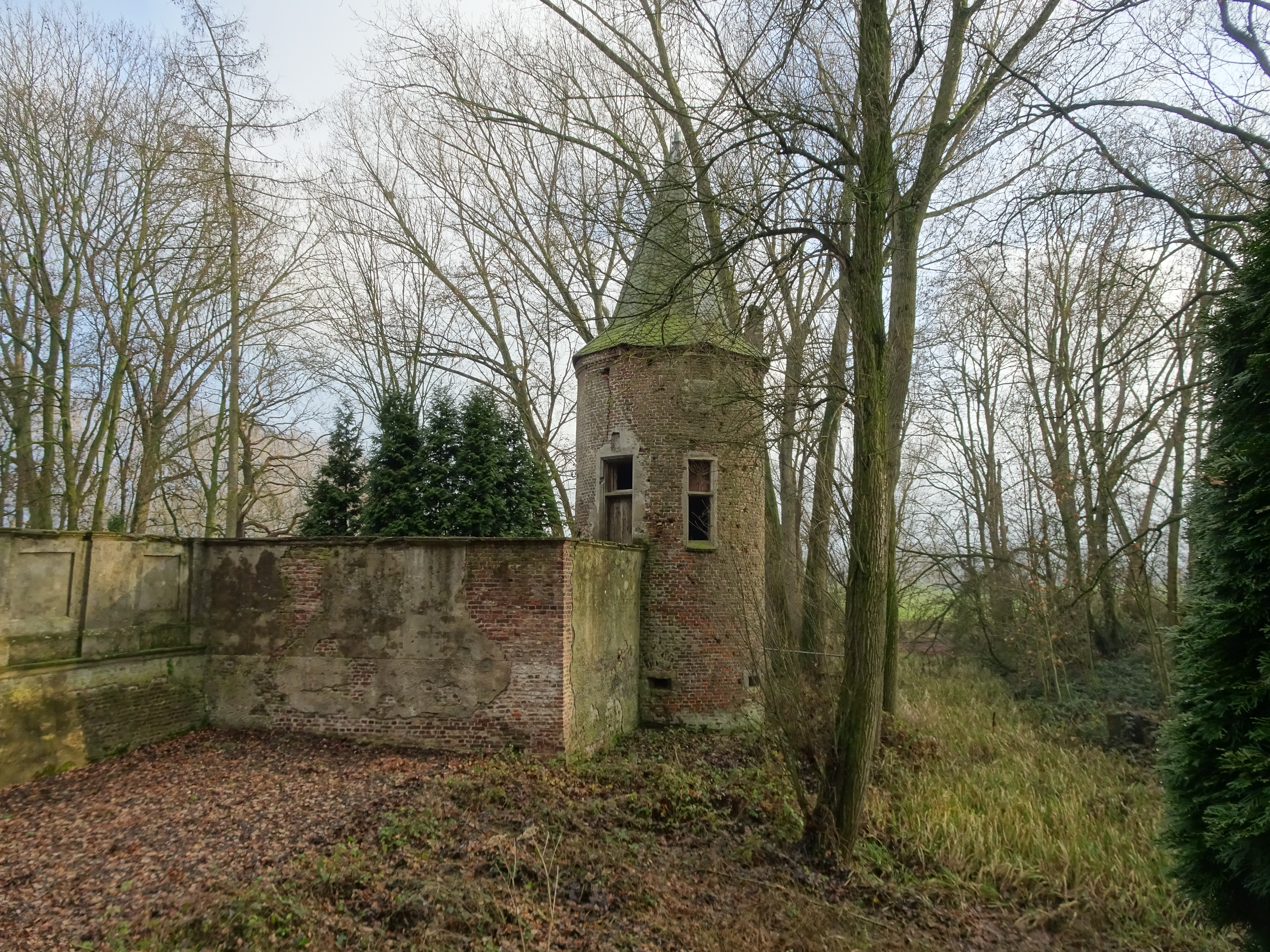
Rundturm an der Südecke